# R-19 (Montenegro)
De R-19 of Regionalni Put 19 is een regionale weg in Montenegro. De weg loopt van Bioče via Lijeva Rijeka naar Mateševo en is 51 kilometer lang.